# Sudski proces Doe protiv Boltona
Sudski proces Doe protiv Boltona je sudski proces iz 1973. godine kojim je američki Vrhovni sud ukinuo dotadašnji zakon o pobačaju u američkoj saveznoj državi Georgiji. To je bila prijelomna sudska odluka, nakon koje je došlo do puno blažih zakona o pobačaju i u ostalim dijelovima SAD-a.  
Sandra Cano (pseudonim Mary Doe) angažirala je odvjetnicu Margie Pitts Hames, da joj pomogne u teškoj situaciji. Kao majka troje djece ostala je trudna po četvrti put. Razvodila se s mužem, koji je bio u zatvoru, zbog zlostavljanja djece. Socijalni radnici oduzeli su im djecu. Sandra Cano angažirala je odvjetnicu, da joj sudskim putem pomogne vratiti djecu i da pokrene brakorazvodnu parnicu. Odvjetnica joj je predložila, da pobaci dijete koje je nosila, jer bi tako lakše dobili slučaj. Sandra Cano je to odbila. Odvjetnica nije odustala od svoje ideje. U to vrijeme u njihovoj saveznoj državi Georgiji bio je dopušten pobačaj samo u slučajevima silovanja, deformacije ploda i kada je bio ugrožen život majke. Stoga je odvjetnica podnijela sudsku tužbu protiv toga zakona s ciljem, da se ukine. Zakon je branio Arthur K. Bolton po službenoj dužnosti. 
Na nižim američkim sudovima, tužba je odbijena. Slučaj je došao pred Vrhovni sud, koji je udovoljio zahtjevu, da se poništi dotadašnji zakon. Donijeli su propis, da se prije pobačaja okupi liječnička komisija, koja odobrava pobačaj, ako je pobačaj nužan da se očuva zdravlje žene uzevši u obzir tjelesno, emocionalno i duševno stanje te obiteljsku situaciju. Odluka je donesena 22. siječnja 1973. zajedno s odlukom o sudskom procesu Roe protiv Wadea, koji se također odnosio na pobačaj. Nakon te dvije odluke Vrhovnog suda, postepeno su ukinuti strogi zakoni o pobačaju i u ostalim dijelovima SAD-a.   
Sandra Cano je ipak rodila. Godine 2003. podnijela je zahtjev, da se sudski proces ponovno otvori i preispita. Tvrdila je, da nije imala potpun uvid u cijeli sudski postupak i da ne bi pristala sudjelovati, da je znala sve pojedinosti. Izjavila je, da nije željela da njezin slučaj dovede do legalizacije pobačaja, jer je protiv pobačaja. Njezin zahtjev je odbačen.